# とちまるくん

いちご一会とちぎ国体歓迎看板に描かれたとちまるくん（日光市）

とちまるくんは、日本のマスコットキャラクターで、栃木県の公式キャラクター。

## 概要
2011年に栃木県で開催された、第24回「スポレク"エコとちぎ"2011」のマスコットキャラクターとして、2009年にデビュー。スポーツ・レクリエーション活動で、ますます元気になろうという思いと豊かな自然を守ろうというメッセージが込められている。その後、栃木県のマスコットキャラクターとして活動することになった。本人いわく、「みんなの応援のおかげ」で栃木県のマスコットキャラクターとして頑張ることに。2011年11月8日に「栃木県元気ニコニコ係」のリーダーに就任。2024年6月15日の栃木県民の日記念イベント内のとちキャラーズステージにて福田富一栃木県知事より元気ニコニコ部長（通称「GNO）辞令を受け昇任した。現在も様々なイベントで活躍している。

## プロフィール
- 名前 栃木県元気ニコニコ部長「とちまるくん」
- 生誕地 栃木県庁前のトチノキ
- 誕生日 11月11日
- 性　格 ちょっとやんちゃな頑張り屋さん
- 得意なこと とちまるくん体操、かけっこ
- 得意技 3T（とちまるくんテレポーテーション　瞬間移動ができるとちまるくんの得意技のこと）
- 仲　間 とちキャラーズ（栃木県内市町で活躍するマスコットキャラクターたち）
- 夢 栃木県の「元気」と「ニコニコ」で全国のお友だちを笑顔にすること
- 身　長 気持ちは男体山ぐらいある
- 体　重 かんぴょう2個分
- 好きな食べ物 とちぎの"うめぇもん"
- 好きな場所 とちぎの"いいとこ"

## 歴史
- 2009年

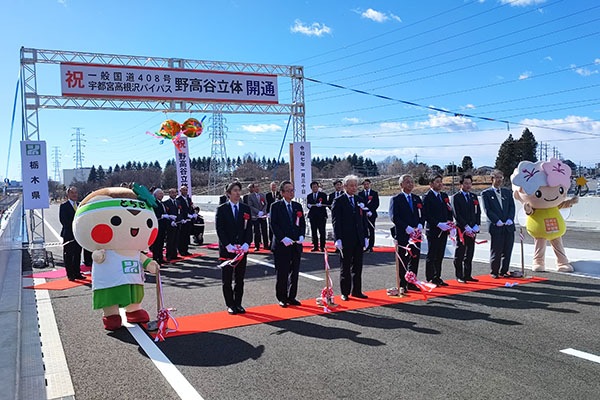
宇都宮高根沢バイパス野高谷立体開通式にて。（2025年1月）

  - 12月11日 「スポレク"エコとちぎ"2011」のマスコットキャラクターとして2009年にデビュー。
- 2011年
  - 11月5日 「スポレク"エコとちぎ"2011」開催（計4日間）
  - 11月8日 栃木県のマスコットキャラクター就任。「栃木県元気ニコニコ係リーダー」に就任。
- 2012年
  - 5月21日 オフィシャルホームページ開設。同時にTwitterとFacebookも始める。
  - 5月22日 東京スカイツリータウンに栃木県のアンテナショップ「とちまるショップ」がオープン。
  - 11月25日 「ゆるキャラグランプリ2012」の結果が発表され、119位（8715pt）となった。
- 2014年
  - 4月1日 元気ニコニコリーダーから元気ニコニコ室長へ昇進[2]
- 2017年
  - 7月24日 2022年に開催されるいちご一会とちぎ国体のマスコットキャラクターに内定
- 2021年
  - 5月18日 栃木県警察の「高齢者交通安全教育隊」（KAT隊）隊員に任命[3]
- 2024年
  - 6月15日 部長に昇任[1]